# Kilmarnock FC
Kilmarnock FC (Kilmarnock Football Club) je klub skotské Scottish Premiership, sídlící ve městě Kilmarnock. Kilmarnock FC patří k předním klubům Skotska. Klub byl založen roku 1869. Hřištěm klubu je Rugby Park s kapacitou 18 128 diváků.